# نفطة الاحتكاك
نفطة الاحتكاك (بالإنجليزية: Friction blister)‏ هي حالة جلدية قد تحدث في مواقع الضغط والاحتكاك المشترك (مثل اليدين أو القدمين)، وقد تزداد بالحرارة أو الرطوبة أو الجوارب القطنية. تتميز نفطة الاحتكاك بالحويصلات أو الفقاعات.